# Антикомутативність
Бінарна операція, що визначена в кільці, називається антикомутитивною, якщо в кільці виконується тотожність {\displaystyle x^{2}=0}. Із цього випливає тотожність {\displaystyle xy+yx=0}. Якщо {\displaystyle 2=1+1} у кільці не є дільником нуля, то перша тотожність випливає з другої, і вони еквівалентні. Проте в загальному випадку це не так (наприклад, в алгебрах над полем характеристики {\displaystyle 2} перша тотожність сильніша за другу).
Алгебри Лі й алгебри Мальцева за означенням мають антикомутативне множення. 

## Градуйована антикомутативність
Нехай {\displaystyle \Omega =\oplus _{i}\Omega ^{i}} — градуйована алгебра. Множення в {\displaystyle \Omega } називається градуйовано антикомутативним, якщо для будь-яких  {\displaystyle \omega _{m}\in \Omega ^{m}}, {\displaystyle \omega _{k}\in \Omega ^{k}}
{\displaystyle \omega _{m}\omega _{k}+(-1)^{mk+1}\omega _{k}\omega _{m}=0}

### Приклади
- алгебра зовнішніх форм;
- алгебра диференціювань диференціальных форм;
- алгебра тангенціальнозначних форм;
- векторний добуток також антикомутативний.